# Жорж Мусінга
Жорж Бікеле Мусінга (фр. Georges Bikele Moussinga; нар. 22 липня 1995, Яунде, Камерун) — камерунський футболіст, захисник клубу Вищої ліги Білорусі «Динамо-Берестя».

## Кар'єра гравця
Виступав футболіст за камерунські клуби «Коломбе Спорт» та «Стад Ренар». 2021 року переїхав до Білорусі, де став студентом Могильовського державного університету. У серпні 2021 року приєднався до білоруської «Малорити», проте так і не зіграв за клуб. На початку 2022 року проходив перегляди у мінському «Динамо» та могилівському «Дніпрі», але не приєднався до жодного з вище вказаних клубів. На початку 2023 року футболіст підписав контракт із «Нивою», проте клуб не зміг зареєструвати гравця. У середині травня 2023 року перебував на перегляді у берестейському «Динамо». Наприкінці червня 2023 року підписав із клубом повноцінний контракт до кінця сезону. Дебютував за клуб 2 липня 2023 року у матчі проти «Сморгоні», в якому вийшов на поле у стартовому складі. Швидко зміг закріпитися в основній команді берестейського клубу, чергуючи матчі у стартовому складі та з лави запасних. За підсумком сезону разом із клубом завершив чемпіонат на підсумковому десятому місці.
У грудні 2023 року футболіст продовжив контракт із берестейським клубом на ще один сезон до кінця 2024 року. Перший матч у новому сезоні зіграв 6 квітня 2024 року у матчі проти солігорського «Шахтаря», в якому вийшов на заміну на 84-й хвилині. Дебютним забитим м'ячем за клуб футболіст відзначився 20 квітня 2024 року у матчі проти мозирської «Славії».

## Особисте життя
Брат, Габі Кікі, також професійний футболіст.